# Manfred Schönfeld
Manfred Ulfilas Schönfeld (Berlín, Alemania, 1932 - Paraná, Entre Ríos, 1989) fue un periodista argentino nacido en Alemania.

## Biografía
De origen judío, su familia abandonó Alemania huyendo del nazismo para radicarse en Argentina en 1937. Cursó estudios doctorales en Filosofía y Letras.
En 1954, entró en el diario Argentinisches Tageblatt de la colectividad alemana.
Fue corresponsal en Inglaterra para La Prensa, donde trabajó hasta su muerte. 
Conservador definido como "Liberal nacionalista", apoyó el golpe militar de 1976. No obstante, luego denunció las torturas y a los desaparecidos cuestionando al Proceso de reorganización nacional.

Su esposa fue la escritora Laura del Castillo (1922-2009).
En 1987, al cumplirse cinco años de la guerra de Malvinas, organizó una reunión de excombatientes  con el expresidente Leopoldo Fortunato Galtieri, detenido en Campo de Mayo. La reunión llevó el lema Las Malvinas son tuyas, no te rindas, y contó con la participación del Movimiento Nacionalista de Restauración y la Liga de Excombatientes. Sin embargo, Galtieri sólo pudo saludarlos a la distancia debido a sus condiciones de detención.

## Libro
- Schonfeld, Manfred: La guerra austral, 1982. Sobre la guerra de Malvinas, a la que apoyó.